# مورفة حمراء الأجنحة
مورفة حمراء الأجنحة (الاسم العلمي: Morpho rhodopteron) هي نوع من الحشرات يتبع جنس المورفة من فصيلة الحورائيات.